# Акклет
Аккле́т (каз. Ақкілет) — село у складі Аягозького району Абайської області Казахстану. Входить до складу Акшатауського сільського округу.
Населення — 79 осіб (2021; 159 у 2009, 237 у 1999, 348 у 1989).
Національний склад станом на 1989 рік:
- казахи — 100 %

У радянські часи село називалось також Ферма № 1 совхоза Акгатауський.